# Колективна интелигенција
Колективна интелигенција, интелигенција роја/стада или групна интелигенција уопштено се може дефинисати као способност групе за проналажењем више и такође бољих решења за решавање проблема, него његови поједини чланови.
Повећана способност решавања колективног проблема налази се у раскрсници науке као што су рачунарске науке, социологија и економија. Понекад се односи и на колективну рачунарску интелигенцију.
Треба напоменути да у овом тренутку не постоји консензус о тачној дефиницији колективне интелигенције и често се преклапа с концептом "data mining".
Колективна интелигенција покушава пронаћи одговоре и на следећа питања као што су на пример:
- Како користити информационе технологије како би се постигло повећање капацитета за решавање проблема у групи?
- Који фактори играју улогу при настанку феномена колективне интелигенције?
- Који од ових имају позитивну улогу?
- Који од ових имају негативну улогу?
- Како, и уколико је могуће, квантификовати колективну интелигенцију?

Феномен или опште правилности колективне интелигенције могу се пронаћи код широког низа живих бића 
у различитим саставима, као што су мрави или пчела у кошници, јата птица, животињских крда, размножавање бактерија, те у јатима риба.
Са стајалишта информационих наука, на колективну интелигенцију се може гледати и као на облик повезивања који нам је омогућио, на пример, развој Интернета.
Колективна интелигенција се објашњава и у настојању људи за поделом свог знања и информација.
Савремене демократске културе гаје необично велико поверење у експерте и скептичне су према масама. Оне су синоним за ирационалност и лудило. Могу ли масе да мисле?

## Интелигенција роја
Премда је истина да групе често доносе лоше одлуке, постоје и супротни примери. Ствари, по овом питању, нешто другачије стоје са социјалним инсектима. Тако, рецимо, 200.000 мрава војника у стању је да организује препад у пречнику од 15 метара и да се за само један дан рашири на област површине и до 1500 м2. Други, још спектакуларнији пример су брежуљци пречника 30 метара и висине шест метара које граде афрички термити. Ови биолошки небодери резултат су колективног труда неколико милиона сићушних (1-2 милиметара дугих) и потпуно слепих индивидуа. Од величине ових брежуљака још је спектакуларнија њихова унутрашња структура, а једна од најсложенијих икада изграђених у животињском царству дело је врсте. Дуж спољашности њиховог гнезда, постоји читав сплет микроструктура које омогућавају вентилацију и размену гасова са спољашњим окружењем. Унутар гнезда, најчешће високог 20-40 центиметара, налази се читав низ одаја међусобно повезаних спиралним рампама које настају услед увијања и стапања узастопних спратова. На сваком спрату постоји по неколико степеница, а неке се пружају кроз читаво гнездо. Чак су и најудаљеније одаје повезане овим пречицама.

### Дух кошнице
Понашање социјалних инсеката вечити је предмет фасцинације природњака и свакако једна од највећих научних загонетки. Вековима се сматрало, а тако многи мисле и данас, да заједницом социјалних инсеката управља некакав виртуелни мистериозни ентитет, способан да координира активностима осталих јединки. Чак и неки савремени писци научне фантастике, као што је Мајкл Крајтен, изнова оживљавају више од једног века стару идеју мистериозног духа кошнице, која се први пут спомиње у књизи Живот пчела, славног белгијског књижевника и нобеловца Мориса Метерлинка. Крајтен у својој новели Жртва пише о роју вештачких наноробота, налик роју инсеката, предвођених неком врстом „колективног ума“, који им омогућава да доносе сложене одлуке, па чак и да антиципирају будуће догађаје.
Дуго се сматрало да је матица, пре свих, тај супервизор који сакупља информације, надгледа догађаје у заједници и управља пословима радилица, издајући им одговарајућа „наређења“. Међутим, данас знамо да нема никаквог „духа кошнице“ и да реалност ипак није толико тривијална, али и ништа мање интересантна. Недавна открића показала су да је овакво становиште, да се неком заједницом управља хијерархијски и централизовано, у ствари потпуно погрешно. Наиме, ниједан социјални инсект није сам по себи ни приближно способан да има глобални увид, нити да централизује информације о стању читаве заједнице, а камоли да контролише како радилице обављају послове. Нема ничега налик надзорнику или управљачу, већ заједница пре подсећа на децентрализовани систем сачињен од аутономних јединица, чије се понашање може описати само на основу једноставне релације стимулус–надражај.
Генерално, сваки појединачни социјални инсект опремљен је релативно сиромашним репертоаром понашања. Када су, рецимо, мрави у питању, свака јединка може у просеку да испољи око 20 различитих елементарних облика понашања према Едварду Вилсону, а организованост која емергира појављује се, израња, на нивоу заједнице почива на интеракцијама међу јединкама које испољавају сасвим једноставне облике понашања. Штавише, видећемо да неком појединачном социјалном инсекту није ни неопходна било каква индивидуална представа, нити било каква когнитивна мапа, упутство или експлицитно знање о глобалном стању ствари у заједници, а да су кључни појмови који описују понашање заједница социјалних инсеката децентрализација, стигмергија и самоорганизација.

### Децентрализација
Један од најзанимљивијих примера колективне интелигенције представља групно одлучивање пчелињег роја о новом станишту. Том приликом, око пет одсто пчела радилица одлази у извиђање, враћајући се са обиљем информација о потенцијалним кандидатима за нови дом. Након вишечасовног, а понекад и вишедневног „прегласавања“ праћеног плесовима пчела, рој доноси одлуку да се упути ка новом дому. Процес одлучивања у пчелињим ројевима широко је распршен на ансамбл релативно малих јединица за процесуирање информација, од којих свака поседује минијатуран део укупне количине информација употребљених приликом доношења коначне одлуке. Срж овог демократског процеса представља надметање разних коалиција извидница окупљених око различитих локација које се труде да привуку неопредељене извиднице за своју локацију. Чланице сваке коалиције обавештавају новопридошле чланове изводећи њихајуће плесове различитог интензитета, сходно квалитету локације. Што је локација боља, јачи је њихајући плес и већа бујица придошлица. Оно што је овде веома важно јесте да када се неопредељена извидница одлучи за нову локацију, она не подражава слепо пчелу чији је плес следила. Уместо тога, лично испитује оглашену локацију, и тек ако се увери да је вредна, она изводи плес њој у прилог и тиме придобија још више пчела. Путем оваквог независног одлучивања извиднице избегавају ширење грешака у процењивању локација. Само за сасвим добру локацију плесачице ће привући још више пчела, тако да ће се снажно увећати подршка тој опцији. Последица ове умрежености јесте да извиднице избегавају масовну помаму за најлошије опције. Коначно, када се буде формирао кворум око једне локације, читав рој ће се упутити ка новом станишту.

### Стигмергија
Прво озбиљније теоријско објашњење активности социјалних инсеката пружио је пре пола века француски биолог Пјер Пол Грасе, који је увео термин стигмергија како би објаснио фасцинантне градитељске способности термита, односно одговорио на питање, како милиони потпуно слепих сићушних радилица термита успевају да изграде гнездо импресивних димензија – својеврсни биолошки небодер пречника 30 метара и висине шест метара. Грасе је показао да координација и регулација активности током изградње не зависи толико од сазнајних способности самих радилица, већ да је превасходно повезана са структуром њиховог гнезда које се налази у процесу изградње. Другим речима, надражаји из непосредног окружења једног термита одређују његове индивидуалне активности. Тако, рецимо, када радилица обави одређену радњу, мења се и конфигурација грађевине која је покренула њену активност. Нова измењена конфигурација грађевине детерминисаће даље поступање те исте или било које друге радилице из заједнице и тако даље. Овај процес водиће готово перфектној координацији колективног рада, а на нас ће оставити снажан утисак да заједница прати прецизно дефинисан план.

### Самоорганизација
Познато је да мрави међусобно комуницирају помоћу хемијских супстанци које се називају феромони и, када неки мрав пронађе локацију богату храном, брзо се враћа у гнездо остављајући за собом феромонски траг, односно путоказ осталим радилицама из гнезда према извору хране. Следећи мрав који је испратио траг свог претходника оставиће, такође, дуж пута који је прешао, свој сопствени феромонски траг чиме ће појачано означити путању према храни. Формирање трага резултат је следеће повратне спреге: што више мрава користи траг, он постаје још привлачнији осталим мравима. Наравно, феромонски траг може да нестане након извесног времена, ако не буде више мрава који ће остављати феромоне, због тога што је извор хране исцрпљен до краја. Удаљеност гнезда од извора хране веома је битна у овом контексту. Када је заједница мрава суочена са краћом и дужом путањом до извора хране, а суочена је у ствари са безброј могућих путања, после извесног времена, а уз помоћ трагова које су оставили претходници, одлучиће се за најкраћу путању. У почетку, мрави ће, да би дошли до хране, користити обе путање. Прва два мрава кренуће, један дужим, а други краћим путем. Онај који је кренуо краћим путем први ће се вратити у гнездо, а његовим путем, пратећи феромонски траг, одлази други мрав. Нешто касније, први мрав који се кретао дужом путањом вратиће се у гнездо, а његовим путем кренуће следећи мрав и тако даље. Због тога што је краћи и што је потребно мање времена за његов прелазак, краћи пут ће убрзо постати много привлачнији мравима јер је туда прошао већи број мрава који је оставио већу количину феромона, што ће само још више привући остале мраве да се упуте за њиховим феромонским трагом.

## Ројеви и мозгови
Најбољи део целе приче је што неки савремени неуробиолози, као што је Томас Сили, сматрају да је понашање пчелињих ројева изузетно подсећа на оно што се одиграва у мозговима примата. У својој недавно објављеној књизи Пчелиња демократија, новине Универзитета Принстон, истиче да би некоме овакво поређење можда могло да делује бизарно пошто су ројеви и мозгови крајње различити биолошки системи чије се подјединице – пчеле и неурони – дијаметрално разликују. „Међутим, ако рој пчела посматрамо као 1,5 килограм пчела које одлучују, а мозак као масу неурона, такође тешку 1,5 килограм, која такође одлучује, онда испада да су ови природни системи у ствари изузетно слични пошто су и један и други обликовани кроз процес природне селекције као сазнајне јединице способне да прихвате и процесуирају информације са циљем доношења одлуке.“ Штавише, према Томасу Силију, и ројеви и мозгови су демократски системи одлучивања лишени централне фигуре лидера у одлучивању која поседује синоптичко знање и изузетну интелигенцију и која усмерава све остале у најбољем правцу деловања. Уместо тога, и у мозговима и у ројевима, процес одлучивања је широко распршен на ансамбл релативно малих јединица за процесуирање информација, од којих свака поседује минијатуран део укупне количине информација употребљених приликом доношења коначне одлуке. Тешко је отети се утиску. Закључак аутор Пчелиње демократије, да је природна селекција организовала пчелиње ројеве и мозгове примата на интригантно сличне начине како би изградила првокласне групе за доношење одлука сачињене од скупа слабо информисаних и сазнајно ограничених јединица.

## Мудрост гомиле
Савремене демократске културе гаје необично велико поверење у експерте и скептичне су према масама. За многе социологе, психологе, филозофе и економисте, масе су синоним за ирационалност и лудило. У томе су надалеко познати говори Ничеа. Лудило изузетак када су у питању појединци, али да по правилу карактерише групе. У томе су далеко познате тврдње чувеног историчара Карлајла. Како не верује у колективну мудрост састављену од глупости појединаца. Француски социолог Гистав ле Бон, аутор неких од најпознатијих социолошких расправа о масама, сматрао је да се оне никада не понашају рационално и да је у њима акумулирана глупост, а не мудрост. За парламенте је говорио да доносе одлуке од општег интереса које нису ништа боље него да их је донела било која насумице сакупљена група имбецила. Хенри Дејвид Торо је такође гајио сумњу у мудрост гомиле тврдећи да масе никада неће достићи стандард својих најбољих припадника, већ да ће пре деградирати себе до нивоа оних најгорих. Сличан став изнео је пре скоро два и по миленијума и Платон у свом чувеном дијалогу Држава, када је на листи облика владавине демократију рангирао на претпоследње место, иза аристократије, тимократије и олигархије. По његовом мишљењу, од демократије је једино гора тиранија.